# Mallotus philippensis
Mallotus philippensis o Kamala és una planta euforbiàcia. La coberta del seu fruit produeix un tint vermell. Sovint apareix en els marges del bosc al sud-est asiàtic i també a l'Afganistan i Austràlia.

## Descripció
És un arbust o un arbre de mida mitjana de fins a 25 m d'alt i amb el tronc de forma irregular a la seva base. Les fulles són oposades i de forma ovada a oblonga, de 4 a 12 cm de llargada i de 2 a 7 cm d'amplada amb una punta allargada. Les flors són de color marronós-groguenc i apareixen en racems de 6 cm de llargada. És una planta dioica. El seu fruit pot aparèixer en qualsevol moment de l'any, uns tres mesos després de l'antesi. El fruit és una càpsula amb tres lòbuls i les llavors que conté fan 2 mm de diàmetre.

## Usos
M. philippensis es fa servir per a produir un tint vermell i oer a remeis d'herboristeria. Produeix la rottlerina, que serveix per ovrir els canals de potassi. A Espanya aquesta planta apareix dins la llista de plantes de venda regulada.